# Estación Queronque
Queronque fue una estación de ferrocarriles situada en a los pies del cerro Queronque, en la comuna de Limache, región de Valparaíso, Chile. La estación fue construida durante inicios de la década de 1920. Cartografías del año 1920 levantadas por el Estado Mayor General del Ejército de Chile no muestran la existencia de la estación en esta zona; sin embargo, en un mapa de la provincia de Valparaíso de 1923, la estación ya aparece representada.
Al menos en 1958 la estación no era considerada como parada para pasajeros. Durante 1970, la Empresa de los Ferrocarriles del Estado realizó estudios para mejorar la infraestructura de acceso a la estación. En 1986, la zona en donde se emplazaba la estación ocurrió el accidente ferroviario de Queronque.
Actualmente la estación se halla levantada y no quedan restos de esta.